# Human Mechanical Technologies
Human Mechanical Technologies (HMT) est une startup française basée à Tarbes, fabriquant des exosquelettes passifs. Elle vise à prévenir la survenue de troubles musculosquelettiques.

## Historique
Fondée en 2017 par trois étudiants de l'École nationale d'ingénieurs de Tarbes. L'idée initiale est inspirée par un camarade en fauteuil roulant.
L'entreprise a vendu son premier exosquelette en 2021.
En 2025, HMT prévoit de passer à une production industrielle, grâce à un nouveau bâtiment usine.
L'entreprise compte parmi ses clients de grands groupes français comme La Poste, Enedis, EDF, la SNCF, la RATP. Toutefois, ses dispositifs s'adressent également aux petits artisans, aux TPE et collectivités territoriales.

## Produits

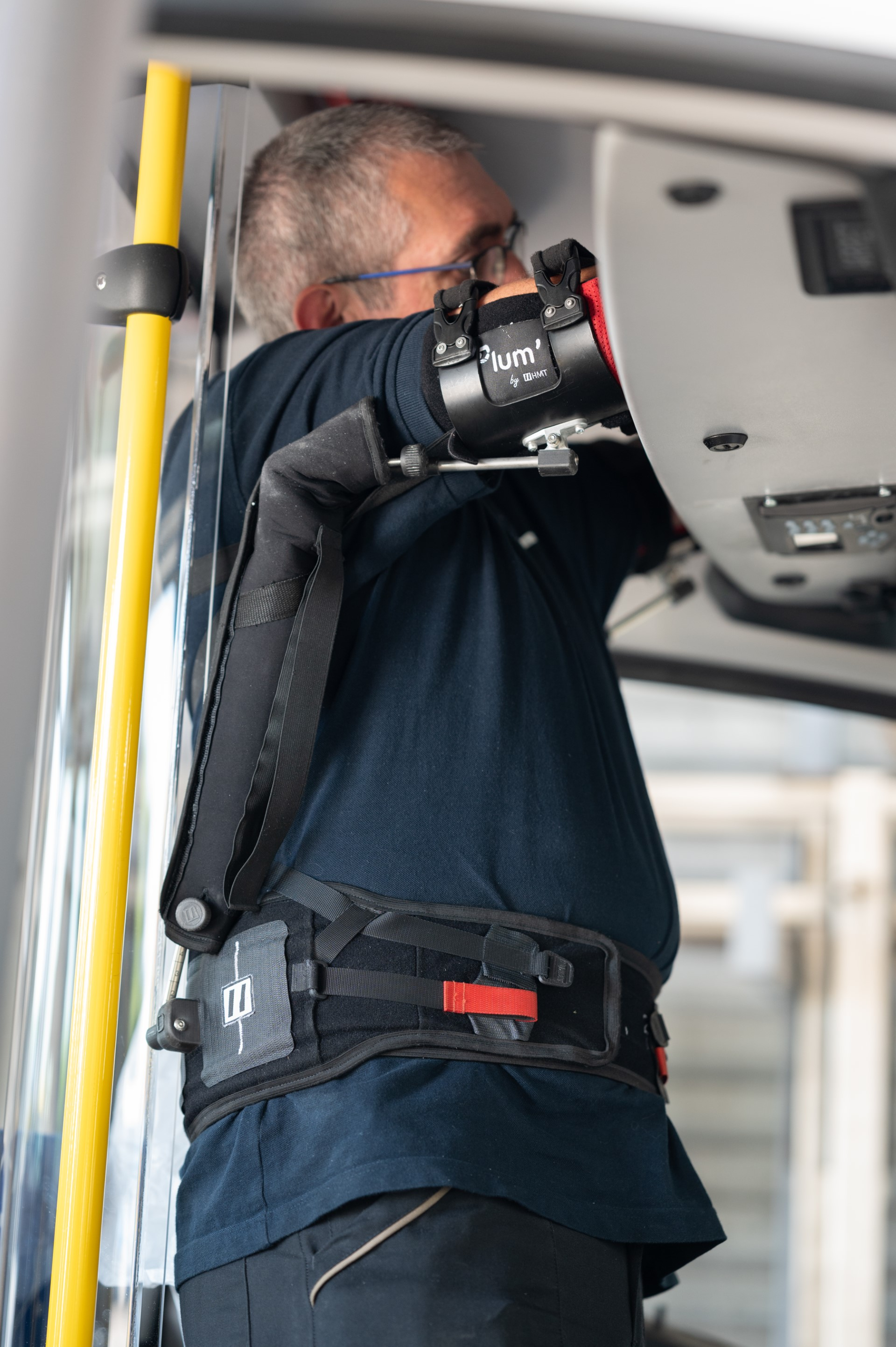
Exosquelette d'épaule Plum' utilisé par Keolis

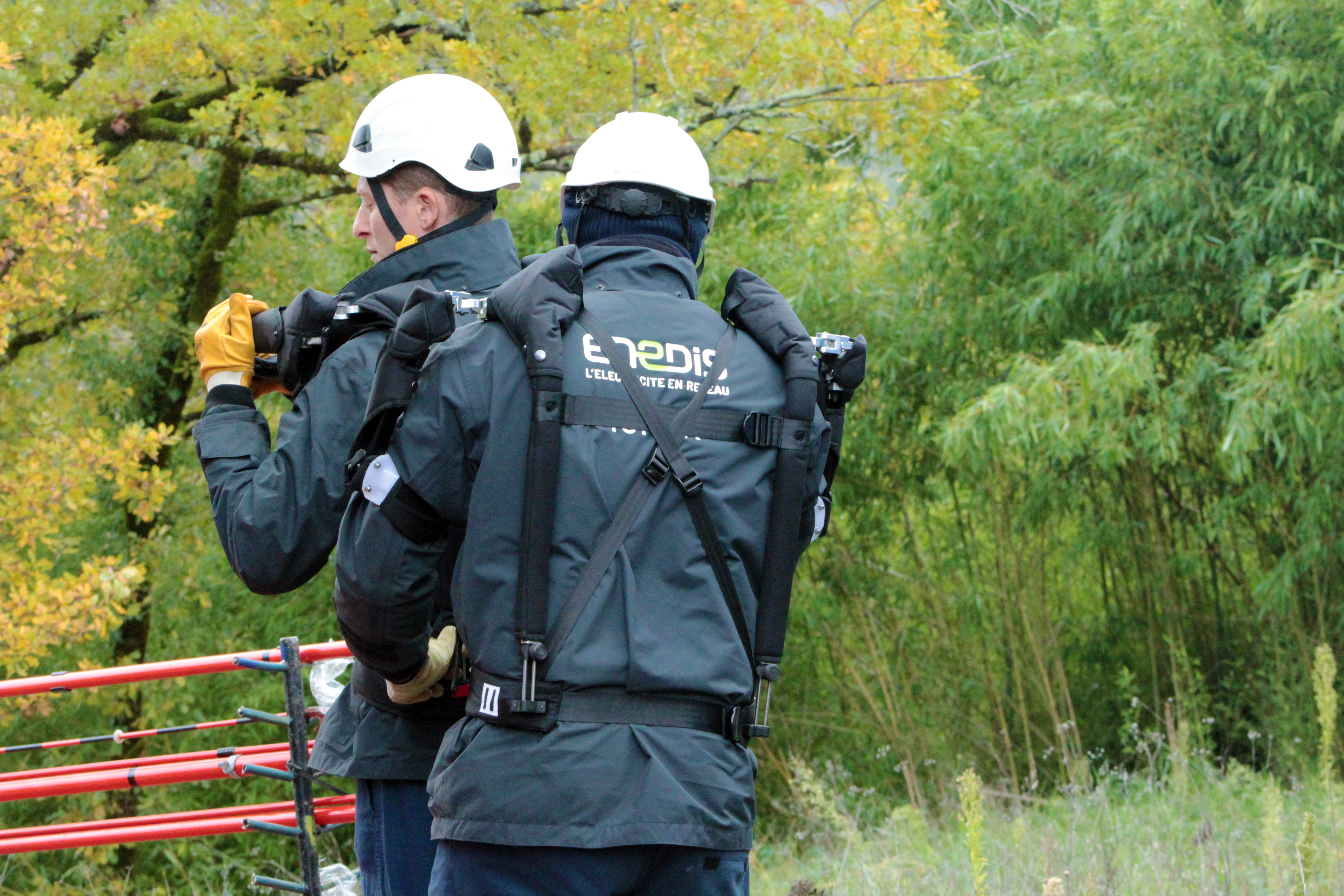
Exosquelette d'épaule Plum' utilisé par Enedis

HMT commercialise plusieurs modèles d'exosquelettes. Ils sont passifs, donc entièrement mécaniques. En ne comprenant pas de moteurs ni batteries, ils sont très légers. Le système s’active grâce au principe du report de charge, qui fait fonctionner des vérins. Ils visent à prévenir l’apparition des maladies musculosquelettiques en soulageant les activités physiques pénibles.
Plum est le premier exosquelette développé par la société, conçu pour soulager les bras et les épaules. Il est utile pour les travailleurs qui doivent maintenir leurs bras en l'air pendant de longues périodes. Il est utilisé par des techniciens de maintenance de la RATP ou les employés d'Enedis. L'exosquelette se porte comme un sac à dos,.
Moon est un exosquelette léger destiné à soulager les douleurs cervicales. Il vise les professions nécessitant de lever la tête fréquemment, comme les vitriers ou les logisticiens. HMT a ouvert une campagne de financement participatif pour lancer ce produit. Les clients sont initialement issus de la réparation automobile et du BTP.  
Wave permet de soulager la flexion du dos en reportant le poids du tronc sur les jambes. Il est destiné aux travailleurs manipulant des charges lourdes, tel que dans des activités de logistique, ou bien dans le BTP et l'industrie. Il a été développé avec La Poste. Le Wave apporte jusqu'à 15 kg d'assistance[réf. souhaitée].